# Helena Blum
Helena Anna Maria Blum (Helena Blumówna; ur. 15 maja 1904 w Wiedniu, zm. 20 marca 1984 w Krakowie) – polska historyczka sztuki, krytyk muzeolog, znawczyni sztuki nowoczesnej.

## Życiorys
W latach 1926–1932 studiowała historię sztuki i archeologię na Wydziale Humanistycznym Uniwersytetu Jana Kazimierza we Lwowie (obroniła pierwszy w Polsce doktorat ze sztuki nowoczesnej), a w 1937–1938 muzealnictwo w Ecole du Louvre w Paryżu. Była pracownicą naukową lwowskiego Ossolineum.
Od 1944 mieszkała w Krakowie. W latach 1944–1965 była kustoszem Galerii Polskiej Malarstwa i Rzeźby XX w. W latach 1965–1973 została jej kuratorem oraz kustoszem Działu Rycin (Muzeum Narodowym w Krakowie).
Stworzyła podstawę polskiej sztuki nowoczesnej, gromadząc dzieła przede wszystkim artystów krakowskich. Jest autorką monografii m.in.:
- Stanisława Wyspiańskiego, „Auriga”, Warszawa 1969
- Olgi Boznańskiej, Olga Boznańska. Zarys życia i twórczości, Kraków, Wyd. Lit., 1964
- Twórczość Władysława Skoczylasa: 1883-1934, Warszawa, Wyd. Instytutu Propagandy Sztuki, 1937

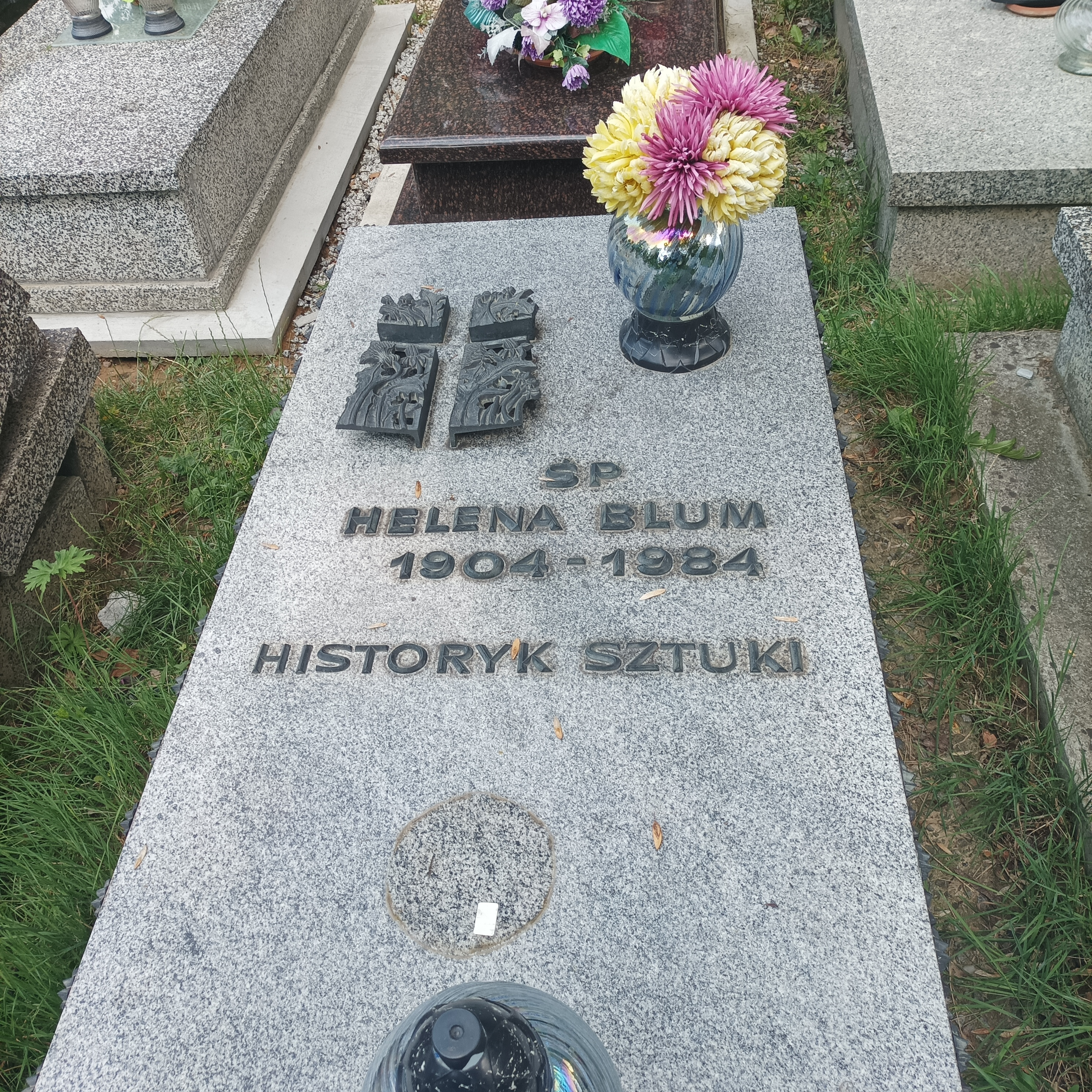
Grób Heleny Blum na cmentarzu wojskowym przy ul. Prandoty w Krakowie

Zmarła w Krakowie w 1984. Została pochowana na cmentarzu Rakowickim (cmentarzu wojskowym przy ul. Prandoty w Krakowie, kwatera LXXIX-7-9).